# 조로아스터 달력
조로아스터 달력은 종교력으로 조로아스터교 신자들에 의해 사용된다. 태양력과 거의 유사하며 오늘날까지 조로아스터 교도들이 장소에 상관없이 종교적인 목적으로 이 달력을 사용한다.
사산 제국의 아르다시르 1세(재위 서기 226~241)의 달력 개혁 이전까지 사용된 달력은 적어도 기원전 5세기 중엽부터 사용된 것으로 기본적으로 바빌로니아 달력에 기초하고 1년이 360일인 달력이었다. 달력을 사용하는 과정에서 생긴 오차(1년이 360일이므로 매년 5.2425일의 오차가 생긴다)는 관측에 따라 주기적으로 13번째 윤달을 넣어줌으로서 해결하였다.
날과 달을 신의 이름을 따라 짓는 전통은 이집트의 전통과 흡사하며 기원전 458년에서 기원전 330년 사이에 시작되었으며, 특히 아르타크세르크세스 2세(기원전 404~기원전 358)의 재위 중에 시작된 것으로 추측하고 있다.
이에 반해 아르다시르 1세에 의해 도입된 달력은 이집트 달력에 기초하여 1년이 365일이며, 12달은 각각 30일로 되어 있었다. 달과 날의 이름은 아케메네스 왕조에서 쓰던 이름을 계속 사용하였지만 12번째 달은 추가적인 5일을 지니고 있었다. 추가적인 5일은 고대 아베스타의 성가의 이름을 따서 가타 또는 가로 이름지어졌다. 따라서, 윤달은 더 이상 사용되지 않게 되었고, 종교력에 있어서의 1년의 첫날은 1월 1일에서 9월 1일로 이동되었다.
새로운 체계는 혼란을 유발하였고 많은 반대가 일어났다. 따라서, 많은 조로아스터 축제는 기존 역법 및 새 역법에 따른 서로 다른 두가지 날짜를 지니게 되었다.

## 같이 보기
- 이란력
- 조로아스터교